# جورج لينكون روكويل
جورج لينكون روكويل (بالإنجليزية: George Lincoln Rockwell) ، من مواليد 9 مارس 1918 ، وتوفي بتاريخ 25 أغسطس 1967 ، وهو عسكري أمريكي سابق شارك في الحرب العالمية الثانية ، عمل رئيساً للحزب النازي الأمريكي من عام 1958 إلى عام 1967م وقد قتل على يد منشق عن النازيين يوم 25 أغسطس 1967م، وهو المؤسس للنازيين الجدد في الولايات المتحدة الأمريكية.

## وصلات خارجية
- جورج لينكون روكويل على موقع IMDb (الإنجليزية)
- جورج لينكون روكويل على موقع ميوزك برينز (الإنجليزية)
- جورج لينكون روكويل على موقع إن إن دي بي (الإنجليزية)

- The American Nazi Party[وصلة مكسورة] by Frederick J. Simonelli
- Biography of George Lincoln Rockwell
- Full text of White Power[وصلة مكسورة]
- Excerpts from This Time The World, including photos.
- American Fuehrer: George Lincoln Rockwell and the American Nazi Party review by Katharine Whittemore at salon.com.
- "Nazis In America", a commentary and review of Hate by Myrna Estep, Ph.D.